# Zdrojek (Gietrzwałd)
Zdrojek (deutsch Sdroiken, 1938 bis 1945 Eulenwinkel) ist ein Ort in der polnischen Woiwodschaft Ermland-Masuren. Er gehört zur Gmina Gietrzwałd (Landgemeinde Dietrichswalde) im Powiat Olsztyński (Kreis Allenstein).

## Geographische Lage
Zdrojek liegt im Westen der Woiwodschaft Ermland-Masuren, 13 Kilometer östlich der einstigen Kreisstadt Osterode in Ostpreußen (polnisch Ostróda) bzw. 22 Kilometer südwestlich der heutigen Kreismetropole Olsztyn (deutsch Allenstein).

## Geschichte
Die Försterei Sdroiken – am 3. Juni bzw. 16. Juli 1938 in „Eulenwinkel“ umbenannt – war bis 1945 ein Wohnplatz innerhalb der Gutsgemeinde Grasnitz (polnisch Grazymy).
Mit dem gesamten südlichen Ostpreußen kam der Ort 1945 in Kriegsfolge zu Polen und erhielt die polnische Namensform „Zdrojek“. Heute ist er „część wsi Rapaty“ (= „ein Ortsteil von Rapaty“) innerhalb der Landgemeinde Gietrzwałd (Dietrichswalde) im Powiat Olsztyński (Kreis Allenstein), bis 1998 der Woiwodschaft Olsztyn, seither der Woiwodschaft Ermland-Masuren zugehörig.

## Kirche
Bis 1945 war Sdroiken resp. Eulenwinkel in die evangelische Kirche Langgut (polnisch Łęguty) in der Kirchenprovinz Ostpreußen der Kirche der Altpreußischen Union, außerdem in die römisch-katholische Kirche Osterode in Ostpreußen (polnisch Ostróda) eingepfarrt. Heute gehört Zdrojek evangelischerseits auch zur Kirche Łęguty, die nun eine Filialkirche von Ostróda in der Diözese Masuren der Evangelisch-Augsburgischen Kirche in Polen ist, sowie zur Pfarrei Biesal (Biessellen) im Erzbistum Ermland.

## Verkehr
Zdrojek liegt an der verkehrsreichen Landesstraße 16 (frühere Reichsstraße 127), die quer durch die Woiwodschaft Ermland-Masuren bis an die polnisch-litauische Grenze verläuft. Außerdem führt eine Nebenstraße von Grazymy (Grasnitz) aus direkt in den Ort. Die nächste Bahnstation ist Biesal (Biessellen) an der Bahnstrecke Posen–Toruń–Tschernjachowsk.